# Barombogryllacris
Barombogryllacris är ett släkte av insekter. Barombogryllacris ingår i familjen Gryllacrididae.
Kladogram enligt Catalogue of Life:
| Barombogryllacris | \| \| Barombogryllacris barombica \| \| \| \| \| \| Barombogryllacris nigriceps \| \| \| \| |
|                   | \| \| Barombogryllacris barombica \| \| \| \| \| \| Barombogryllacris nigriceps \| \| \| \| |
|                   | Barombogryllacris barombica                                                                 |
|                   |                                                                                             |
|                   | Barombogryllacris nigriceps                                                                 |
|                   |                                                                                             |